# Митенская
Митенская — деревня в Кадуйском районе Вологодской области.
Входит в состав Никольского сельского поселения, с точки зрения административно-территориального деления — в Никольский сельсовет.
Расположена на правом берегу реки Андога. Расстояние до центра муниципального образования села Никольское по прямой — 2 км. Ближайшие населённые пункты — Ковалево, Новое, Солохта.

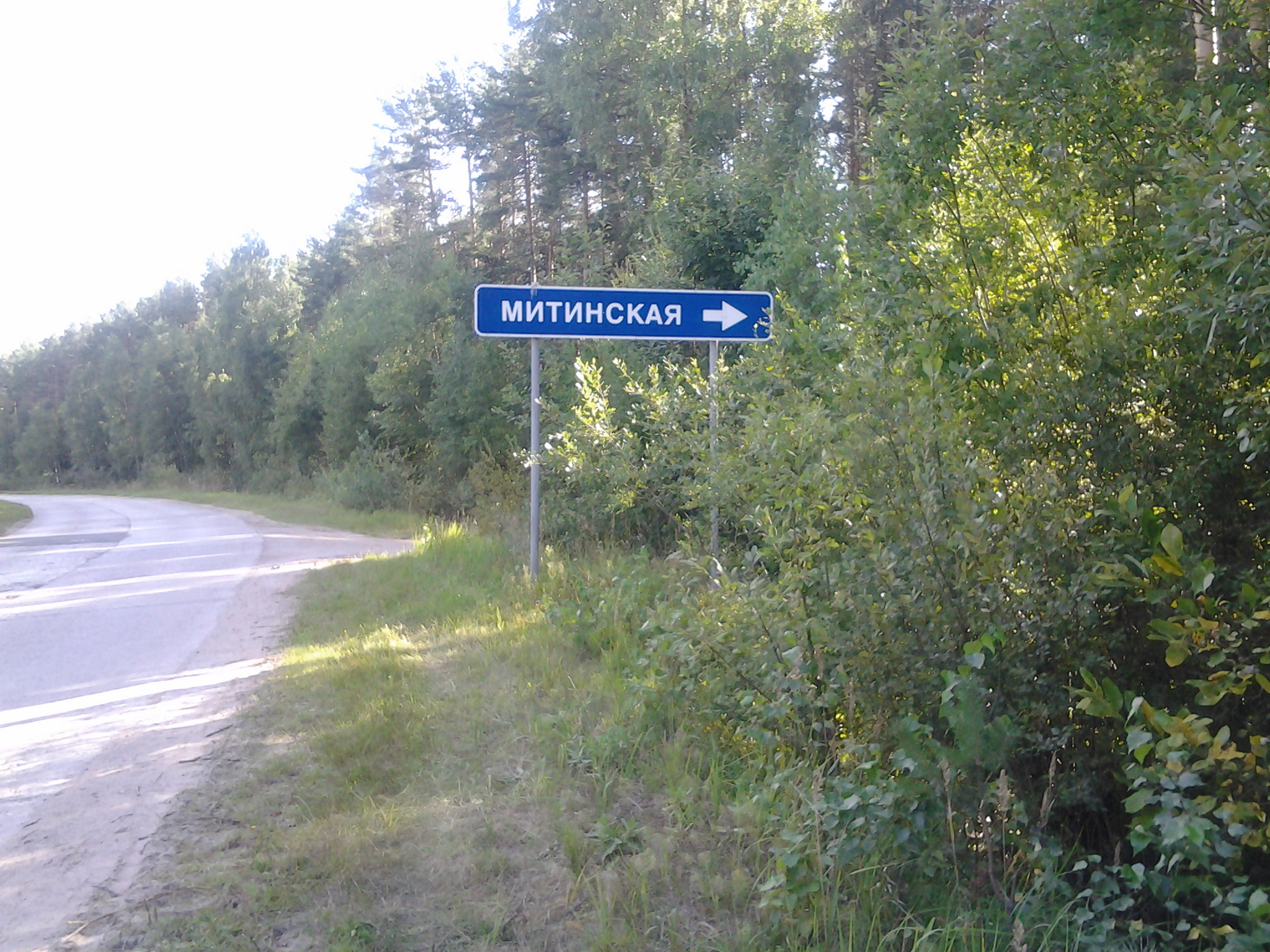
На дорожных указателях поворота деревня обозначена как Митинская

Деревня Митенская зарегистрирована постановлением губернатора Вологодской области 8 ноября 2001 года. На старых картах деревня отмечалась как нежилая.
По данным переписи в 2002 году постоянного населения не было.
По состоянию на 2013 год в деревне имеется около двух десятков домов. Постоянно проживающее население малочисленно, в основном проживают дачники.